# Dorfmuseum Erzhausen
Das Dorfmuseum Erzhausen ist ein Heimatmuseum in der Hauptstraße in Erzhausen, Landkreis Darmstadt-Dieburg, Hessen.

## Architektur und Geschichte
Das Dorfmuseum Erzhausen befindet sich im Obergeschoss der „Schillerschule“ (auch: „Alte Schillerschule“). In dem Gebäude war zunächst die „Volksschule Erzhausen“ (heute „Lessingschule“) untergebracht. Nach Fertigstellung der Schulneubauten wurde das alte Gebäude von der „Lessingschule“ nicht mehr gebraucht. Seither beherbergt das Gebäude das Dorfmuseum und im Erdgeschoss das „Jugendzentrum Erzhausen“.
Im Jahre 1863 wurde die „Schillerschule“ erbaut. 1904 wurde das Gebäude erweitert. Als Baumaterial wurde überwiegend der sogenannte „Raue Stein“ („Langener Sandstein“) verwendet. Das giebelständige, zweigeschossige Steinhaus besitzt ein Satteldach.
An der Nordfassade befindet sich eine Plakette mit Informationen über die Geschichte der „Schillerschule“.

## Das Dorfmuseum Erzhausen heute
Das Museum zeigt Exponate zur Kultur- und Sozialgeschichte des alten Dorfs; sie dokumentieren anschaulich die früheren Lebensverhältnisse in Erzhausen. Das Museum wird geleitet vom Ortskundlichen Arbeitskreis Erzhausen.
Das Dorfmuseum ist eingebunden in den Schulcampus von Erzhausen.
Neben Sonderausstellungen sind, nach Vereinbarung, Führungen und Museumspädagogik für Kinder möglich.

## Exponate
Die Schausammlung des Museums umfasst überwiegend Exponate der letzten zwei Jahrhunderte.
Ausgestellt werden bäuerliche Gerätschaften, Hausrat, Spielzeug, Wäsche, Landkarten, Baupläne und eine Sammlung alter Fotografien.